# بريان ماسكارينهاس
بريان ماسكارينهاس (3 أغسطس 1996 في البرازيل - ) هو لاعب كرة قدم برازيلي في مركز الدفاع.

## وصلات خارجية
- بريان ماسكارينهاس على موقع قاعدة بيانات كرة القدم.إي يو (الإنجليزية)
- بريان ماسكارينهاس على موقع Soccerway.com (الإنجليزية)